# Dicranomyia (Neoglochina) infucata
Dicranomyia (Neoglochina) infucata is een tweevleugelige uit de familie steltmuggen (Limoniidae). De soort komt voor in het Neotropisch gebied.